# Križate
Križate so naselje v Občini Moravče.